# 올리비아 몰리나
올리비아 몰리나(Olivia Molina, 1980년 9월 25일 ~ )는 스페인의 배우이다.

## 출연 작품
- 지중해의 음식 (2009)